# David Pilbeam
David Roger Pilbeam (* 21. November 1940 in Brighton, Vereinigtes Königreich) ist ein britisch-amerikanischer Paläoanthropologe und seit 1990 Henry Ford II Professor of Human Evolution an der Harvard University in Cambridge (Massachusetts, USA).

## Leben
David Pilbeam wuchs in sehr armen Verhältnissen auf, beide Eltern hatten die Schule bereits im Alter von 14 Jahren verlassen müssen. Sie ermöglichten ihm jedoch eine gute Schulausbildung, und nach Abschluss der High School erhielt er ein Stipendium für ein Studium in Cambridge. Statt, wie zunächst geplant, Medizin zu studieren, entschloss er sich zu einem Studium der biologischen Anthropologie. Nach dem Erwerb des Magister-Grads an der University of Cambridge im Jahr 1966 wechselte Pilbeam dank eines zweiten Stipendiums an die Yale University, wo ihm 1967 in der Arbeitsgruppe von Elwyn L. Simons der Doktorgrad (Ph.D.) zuerkannt wurde. 1981 erwarb er an der Harvard University ehrenhalber zusätzlich den Grad Master of Arts.
Ab 1981 war er als Kurator für Paläoanthropologie des Peabody Museum of Archaeology and Ethnology tätig; von 1990 bis 1996 und erneut ab 2011 war er Direktor des Museums. Seit 1990 ist er Henry Ford II Professor of Human Evolution an der Harvard University.
1997 wurde Pilbeam in die USA eingebürgert.

## Forschung
David Pilbeam bezeichnet sich selbst als interessiert an einer Vielzahl von Themen aus dem Bereich der Evolution der Primaten und speziell der Evolution des Menschen. Er erforschte unter anderem im Grenzgebiet von Pakistan und Afghanistan sowie im Irak die einstmals in Europa und Asien verbreiteten, als Fossilien überlieferten frühen Vorfahren der heutigen Menschenaffen aus dem Miozän. Beispielsweise trug er wesentlich dazu bei, die stammesgeschichtliche Einordnung von Ramapithecus zu klären.
Zu seinen bedeutendsten Entdeckungen auf dem Gebiet der Paläoanthropologie gehören Fossilien von Sivapithecus sowie seine Beteiligung an der Erstbeschreibung von Morotopithecus, Sahelanthropus und Australopithecus bahrelghazali.

## Ehrungen
- 1986: Prix International der Fondation Fyssen[9]
- 1992: Mitglied der National Academy of Sciences
- 1997: Mitglied der American Academy of Arts and Sciences
- 2002: Ehrendoktorat der Université de Poitiers

## Schriften (Auswahl)
- mit Elwyn L. Simons: Some Problems of Hominid Classification. In: American Scientist. Band 53, Nr. 2, 1965, S. 237–259.
- mit Elwyn L. Simons: Preliminary Revision of the Dryopithecinae (Pongidae, Anthropoidea). In: Folia Primatologica. Band 3, 1965, S. 81–152, doi:10.1159/000155026.
- Notes on Ramapithecus, the earliest known hominid, and Dryopithecus. In: American Journal of Physical Anthropology. Band 25, Nr. 1, 1966, S. 1–5, doi:10.1002/ajpa.1330250102.
- Gigantopithecus and the Origins of Hominidae. In: Nature. Band 225, 1970, S. 516–519, doi:10.1038/225516a0.
- mit Elwyn L. Simons und Peter Andrews: Cenozoic apes. Kapitel 8 in: Vincent J. Maglio und H. B. S. Cooke (Hrsg.): Evolution of African Mammals. Harvard University Press, Cambridge (Massachusetts) und London (England), 1978, S. 120–146.
- Rethinking human origins. In: Russell L. Ciochon und John G. Fleagle (Hrsg.): Primate Evolution and Human Origins. Aldine de Gruyter, New York 1987, ISBN 0-202-01175-5.
- mit Steve Jones, Robert Martin und Sarah Bunney (Hrsg.): The Cambridge Encyclopedia of Human Evolution. Cambridge University Press, Cambridge 1992, ISBN 0-521-32370-3.
- The ascent of man: an introduction to human evolution. MacMillan, 1993, ISBN 978-0-02-395270-8
- mit Daniel E. Lieberman und Bernard Wood: Homoplasy and early Homo: an analysis of the evolutionary relationships of H. habilis sensu stricto and H. rudolfensis. In: Journal of Human Evolution. Band 30, 1996, S. 97–120, doi:10.1006/jhev.1996.0008.
- Genetic and Morphological Records of the Hominoidea and Hominid Origins: A Synthesis. In: Molecular Phylogenetics and Evolution. Band 5, Nr. 1, 1996, S. 155–168, doi:10.1006/mpev.1996.0010.
- Hominoid systematics: The soft evidence. In: PNAS. Band 97, Nr. 20, 2000, S. 10684–10686, doi:10.1073/pnas.210390497.
- mit John C. Barry, Michèle E. Morgan und Lawrence J. Flynn: Faunal and Environmental Change in the Late Miocene Siwaliks of Northern Pakistan. In: Paleobiology. Band 28, Nr. S2, 2002, S. 1–71, doi:10.1666/0094-8373(2002)28[1:FAECIT]2.0.CO;2.
- mit Sandra I. Madar, Michael D. Rose, Jay Kelley und Laura MacLatchy: New Sivapithecus postcranial specimens from the Siwaliks of Pakistan. In: Journal of Human Evolution. Band 42, Nr. 6, 2002, S. 705–752, doi:10.1006/jhev.2002.0554.
- mit Nathan Young: Hominoid evolution: synthesizing disparate data. In: Comptes Rendus Palevol. Band 3, Nr. 4, 2004, S. 305–321, doi:10.1016/j.crpv.2004.01.006.
- The anthropoid postcranial axial skeleton: Comments on development, variation, and evolution. In: Journal of Experimental Zoology – B. Band 302B, Nr. 3, 2004, S. 195–341, doi:10.1002/jez.b.22.
- mit diversen anderen: New material of the earliest hominid from the Upper Miocene of Chad. In: Nature. Band 434, 2005, S. 752–755, doi:10.1038/nature03392.
- mit Franck Guy, Daniel E. Lieberman et al.: Morphological affinities of the Sahelanthropus tchadensis (Late Miocene hominid from Chad) cranium. In: PNAS. Band 102, Nr. 52, 2005, S. 18836–18841, doi:10.1073/pnas.0509564102
- mit: Jeanne Sept (Hrsg.): Casting the Net Wide: Papers in Honor of Glynn Isaac and His Approach to Human Origins Research. Oxbow Books, 2012 (= American School of Prehistoric Research Monograph), ISBN 978-1-84217-454-8
- mit diversen anderen: Continental gateways and the dynamics of mammalian faunas. In: Comptes Rendus Palevol: Band 15, Nr. 7, 2016, S. 763–779, doi:10.1016/j.crpv.2015.09.004.
- mit diversen anderen: Siwalik synopsis: A long stratigraphic sequence for the Later Cenozoic of South Asia. In: Comptes Rendus Palevol. Band 15, Nr. 7, 2016, S. 877–887, doi:10.1016/j.crpv.2015.09.015.
- mit Martin N. Muller und Richard W. Wrangham (Hrsg.): Chimpanzees and Human Evolution. Harvard University Press, 2017, ISBN 978-0-674-96795-3.

## Belege
1. 1 2  Portrait: David R. Pilbeam. Auf: thecrimson.com vom 4. Juni 2008.
2. ↑  Harvard University: David Pilbeam. (Memento vom 4. Juni 2019 im Internet Archive)
3. ↑  Inside the Peabody Museum: New Director at the Peabody. (August 2011). (Memento vom 22. März 2016 im Internet Archive)
4. 1 2  harvard.edu: David Pilbeam. (Memento vom 16. September 2019 im Internet Archive)
5. ↑  David Pilbeam et al.: New hominoid primates from the Siwaliks of Pakistan and their bearing on hominoid evolution. In: Nature. Band 270, 1977, S. 689–695, doi:10.1038/270689a0.
6. ↑  Daniel L. Gebo, Laura MacLatchy, Robert Kityo, Alan Deino, John Kingston und David Pilbeam: A Hominoid Genus from the Early Miocene of Uganda. In: Science. Band 276, Nr. 5311, 1997, S. 401–404, doi:10.1126/science.276.5311.401.
7. ↑  Michel Brunet, Franck Guy, David Pilbeam et al.: A new hominid from the Upper Miocene of Chad, Central Africa. In: Nature. Band 418, 2002, S. 145–151, doi:10.1038/nature00879.
8. ↑  Michel Brunet, Alain Beauvilain, Yves Coppens, Emile Heintz, Aladji H. E. Moutaye und David Pilbeam: Australopithecus bahrelghazali, une nouvelle espèce d'Hominidé ancien de la région de Koro Toro (Tchad). In: Comptes Rendus de l'Academie de Sciences – Serie IIa: Sciences de la Terre et des Planetes. Band 322, Nr. 10, 1996, S. 907–913.
9. ↑  Fyssen Foundation: International Prize. Auf: fondation-fyssen.org, abgerufen am 16. September 2019.

| Personendaten    | Personendaten                             |
| ---------------- | ----------------------------------------- |
| NAME             | Pilbeam, David                            |
| ALTERNATIVNAMEN  | Pilbeam, David Roger (vollständiger Name) |
| KURZBESCHREIBUNG | US-amerikanischer Paläoanthropologe       |
| GEBURTSDATUM     | 21. November 1940                         |
| GEBURTSORT       | Brighton, Vereinigtes Königreich          |